# Querogen
El querogen (Greek κηρός "cera" i -gen, "el que produeix") és una mescla de composts químics orgànics que conformen una porció de la matèria orgànica de les roques sedimentàries. No és soluble en solvents orgànics a causa de l'alta massa molecular (més de 1.000 daltons o 1000 Da; 1Da= 1 unitat de massa atòmica) dels seus composts constituents. La porció soluble s'anomena bitumen. Quan s'escalta a la temperatura adequada en l'escorça terrestre, (finestra del petroli ca. 60–160 °C, finestra del gas ca. 150–200 °C, ambdós dependents de la rapidesa amb què s'escalfa la roca font), alguns tipus de querogen alliberen petroli o gas natural, es coneixen col·lectivament com a hidrocarburs (combustibles fòssils). Quan es troben en altes concentracions en roques com esquists formen possibles roques mares. Els esquists rics en querogen que no s'han escalfat a altes temperatures per alliberar els seus hidrocarburs poden formar dipòsits de pissarra bituminosa
El químic escocès Alexander Crum Brown introduí el nom querogen el 1906.

## Formació del querogen
Quan mor la matèria orgànica, com les diatomees, el plancton, les espores i els pòl·lens, la matèria orgànica pateix una descomposició o degradació. Durant aquest procés, grans biopolímers de proteïnes i carbohidrats comencen a desmuntar-se parcial o completament. Aquest procés seria bàsicament el contrari a la fotosíntesi). Aquests components desmantellats són unitats que llavors es poden policondensar per formar polímers. Aquest polimerització normalment té lloc al llarg de la formació d'un geopolímer que es convertirà en una roca sedimentària semblant a la pissarra bituminosa.
La formació de polímers d'aquesta manera explica l'alt pes molecular i la diversa composició química associada al querogen. Les unitats més petites són els àcids fúlvics, les unitats mitjanes són els àcids húmics i les més gran és la humina. Quan la matèria orgànica es diposita conjuntament amb material geològic, la sedimentació i el soterrament posterior o la sobrecàrrega proporciona una pressió i un gradient de temperatura significatius. Quan aquests precursors húmics estan subjectes a pressions geotermals suficient durant el temps geològic necessari, comencen a patir uns canvis específics per convertir-se en querogen. Aquests canvis són indicatius de l'estadi de maduració d'un querogen. Aquests canvis inclouen pèrdua d'hidrogen, oxigen, nitrogen, i sofre, la qual cosa condueix a la pèrdua d'altres grups funcionals que més endavant promouran la isomerització i l'aromatització associades amb l'increment de la profunditat o al soterrament. L'aromatització llavors permet un apilament molecular ordenat en làmines, que alhora augmenta la densitat molecular i les propietats de reflectància vitrificant, així com canvis en la coloració de les espores, normalment de groc a marró o de marró a negre amb l'increment de la profunditat 